# موماینه
موماینه (به لاتین: Momajny) یک روستا در لهستان است که در گمینا بارچیانه واقع شده‌است.